# 衆議院解散要求決議案
衆議院解散要求決議案（しゅうぎいんかいさんようきゅうけつぎあん）とは、内閣に対して衆議院の解散をすることを要求する決議案のこと。内閣不信任決議案のように法的な手続が規定されたものではなく、任意の決議案の一種である。
なお、日本国憲法下の初期の国会においては、内閣に衆議院解散を要求するのではなく、衆議院の解散は国会の議決による自主解散によって行われるべきとの見解に立つ決議案が提出されたことがある（備考を参照）。

## 概要
日本国憲法は第7条第3号で衆議院の解散を天皇の国事行為として定める。ただ、天皇は国政に関する権能を有しないとされており（日本国憲法第4条第1項）、憲法7条3号の天皇の権能は衆議院解散を形式的に外部へ公示する形式的宣示権ということになる。そこで衆議院解散の実質的決定権の所在が問題となるが、内閣は天皇の国事行為に助言と承認を行う立場（日本国憲法第7条）にあり、実務上、天皇の国事行為に責任を負う内閣が実質的決定権を有するとされる。憲法第69条では内閣不信任決議が可決されて10日間に内閣総辞職をしない場合は衆議院解散をしなければならないとしているが、それ以外でも7条に基づいて内閣は任意に衆議院を解散できると解されている。なお、衆議院解散の実質的決定権という点については学説に争いがあるものの、少なくとも衆議院解散の形式的宣示権は憲法上天皇にある（日本国憲法第7条3号）。今日、解散詔書の文言については日本国憲法第69条により内閣不信任決議が可決あるいは内閣信任決議が否決された場合か否かを問わず「日本国憲法第七条により、衆議院を解散する。」との表現が確立している。これは衆議院解散は詔書をもって行われるが、詔書の直接の根拠は日本国憲法第7条にあり、また、この文言は解散の理由を問わないため、一般的には、いかなる場合の衆議院解散についても適用しうるものと解されているためである。
このようなことから衆議院の解散権を有する内閣に対して衆議院を解散するよう求める決議案が提出されることがある。
衆議院の解散を内閣に求める内容の決議案が衆議院本会議で採決に至った例はあるが、いずれも賛成少数により否決されている。仮に可決されても、それを受けて内閣が衆議院解散の助言と承認を天皇に対して行う義務と手続を直接的に定めた条項がないため、法的拘束力のない（政治声明的な）決議の一つにとどまるものとされる。

## 衆議院解散要求決議案の例
| 議案提出日                     | 提出者             | 議題名                                                          | 内容                                                    | 議案終結日            | 採決 | 可   | 否   | 票差 | 備考                                                                                  |
| ------------------------------ | ------------------ | --------------------------------------------------------------- | ------------------------------------------------------- | --------------------- | ---- | ---- | ---- | ---- | ------------------------------------------------------------------------------------- |
| 1951年3月26日                  | 三宅正一           | 衆議院解散に関する決議案                                        | 内閣に解散を要求                                        | 3月29日               | 否決 | 少数 | 多数 | 不明 | 起立少数                                                                              |
| 1952年6月30日                  | 三木武夫ほか12名   | 衆議院解散に関する決議案                                        | 内閣に解散を要求                                        | 7月31日 （日程第一）  | 否決 | 102  | 224  | 122  |                                                                                       |
| 1952年6月26日                  | 井之口政雄ほか21名 | 衆議院解散に関する決議案                                        | 即時解散を主張 （自主解散か内閣による解散かの言及なし） | 7月31日 （日程第二）  | -    | -    | -    | -    | 趣旨弁明及び討論の後、 日程第一の否決により 議決を要せず （一事不再議原則を適用）     |
| 1956年3月20日                  | 淺沼稻次郎ほか5名  | 衆議院解散要求に関する決議案                                    | 内閣に解散を要求                                        | 3月20日               | 否決 | 142  | 247  | 105  |                                                                                       |
| 1956年12月12日                 | 淺沼稻次郎ほか3名  | 衆議院解散要求に関する決議案                                    | 内閣に解散を要求                                        | 12月13日              | 否決 | 129  | 258  | 128  |                                                                                       |
| 1957年2月27日                  | 淺沼稻次郎ほか3名  | 衆議院解散要求に関する決議案                                    | 内閣に解散を要求                                        | 2月28日               | 否決 | 145  | 251  | 106  |                                                                                       |
| 1958年2月1日                   | 淺沼稻次郎ほか3名  | 衆議院解散要求に関する決議案                                    | 内閣に解散を要求                                        | 2月3日                | 否決 | 151  | 256  | 105  |                                                                                       |
| 1959年12月25日 （22時15分 ※1） | 淺沼稻次郎ほか4名  | 議会政治擁護のための 衆議院解散に関する決議案                   | 内閣に解散を要求                                        | 12月26日 （日程第一） | -    | -    | -    | -    | 「あと回し」の動議可決後、 日程第二の否決により 議決を要せず （一事不再議原則を適用） |
| 1959年12月25日 （16時15分 ※1） | 伊藤卯四郎         | 日米安全保障に関する新条約調印前に 衆議院の解散を要求する決議案 | 内閣に解散を要求                                        | 12月26日 （日程第二） | 否決 | 30   | 195  | 165  |                                                                                       |
| 1989年5月27日                  | 山口鶴男ほか5名    | 衆議院解散要求に関する決議案（決議第3号）                       | （不明）                                                | 6月8日                | 撤回 | -    | -    | -    | 提出者により上程前に撤回                                                              |
| 1989年6月8日                   | 山口鶴男ほか5名    | 衆議院解散要求に関する決議案（決議第4号）                       | （不明）                                                | 6月14日               | 撤回 | -    | -    | -    | 提出者により上程前に撤回                                                              |
| 1989年6月14日                  | 山口鶴男ほか2名    | 衆議院解散要求に関する決議案（決議第5号）                       | 内閣に解散を要求                                        | 6月21日               | 否決 | 少数 | 多数 | 不明 | 起立少数                                                                              |
| 2008年12月24日                 | 鳩山由紀夫ほか2名  | 衆議院解散要求に関する決議案（決議第1号）                       | 内閣に解散を要求                                        | 12月24日              | 否決 | 少数 | 多数 | 不明 | 起立少数                                                                              |

- 原則として院への決議案提出日順に記載。ただし、「同種案件が同一日程で上程される場合は（緊急上程を除き）提出順によらず提出者の構成会派の大小順に議事日程に載せる」との先例により議事日程において逆順となったものは当該日程順に記載。
- 全ての議案（撤回されたものを除く。）は、委員会審査が省略され、本会議へ直接上程されている。
- ※1 1959年12月25日提出の2議案については、「議事日程順序における大会派優先」の先例により、衆議院公報掲載の議事日程では後出のものが日程第一となったが、採決前日の議院運営委員会に日程第一の提出者会派（社会党）議員が欠席し調整ができなかった（日程第二の提出者会派（社会クラブ）議員は出席した）ため、「あと回し」の動議可決により日程第二が先に採決された（1952年6月26日の2案上程の例と異なり趣旨弁明・討論は日程第二についてのみ行われた）。

## 備考

### 衆議院の自主解散の問題
衆議院の解散権の帰属について学説の中には衆議院による自主解散を認める学説も存在するが、議院の多数派により少数派の議員の地位を失わせることとなり、それを可能とするためには憲法・法律上の明文の根拠が必要であるとして、多数説はこのような解釈に否定的である。自主解散の制度を認めるとしても実際には衆議院でそれが可決されるためには衆議院で多数派の支持を得ることが必要となる。したがって、今日の学説では、衆議院における多数派が内閣との関係において、対立関係になく解散を望むのであれば内閣に解散を求めることで足り、対立関係にあり内閣が応じなければ不信任すればよく、憲法もこのような運用を予定しているとされ、また、実際にも衆議院解散は憲法69条の場合に限るとする説（69条説）をとらない限りは実益のある議論ではないと考えられている。
かつて初期の国会において尾崎行雄が自主解散制度を確立すべきとして衆議院の解散に関する決議案を提出したことがある（ただし、その内容は衆議院の議決ではなく国会の議決によって衆議院の解散を行うべきとし、衆議院と参議院の議決が異なったときには衆議院の議決によるべきとするものであった）。
| 議案提出日     | 提出者   | 議題名                     | 内容                                | 議案終結日 | 採決 | 可 | 否 | 票差 | 備考                                                |
| -------------- | -------- | -------------------------- | ----------------------------------- | ---------- | ---- | -- | -- | ---- | --------------------------------------------------- |
| 1948年2月18日  | 尾崎行雄 | 衆議院の解散に関する決議案 | 国会の決議による 自主解散制度の確立 | 7月5日     | 廃案 | -  | -  | -    | 直接上程・委員会付託の いずれもされぬまま廃案（※1） |
| 1948年11月11日 | 尾崎行雄 | 衆議院解散に関する決議案   | 国会の決議による 自主解散制度の確立 | 11月30日   | 廃案 | -  | -  | -    | 議院運営委員会にて 審査未了・廃案（※2）             |

- ※1 提出者は委員会審査省略案件としてその旨の要求書を付したが、議会解散に関する議案は日本国憲法施行下で初の事例であったため、1948年5月17日の議院運営委員会において（委員会付託とするか委員会審査省略とするかを含め）取扱いが協議されたが結論が出ず、委員会への付託も本会議への直接上程もされぬまま会期終了となった。
- ※2 提出者は委員会審査省略案件としてその旨の要求書を付したが、議院運営委員会の決定により、審査省略（直接上程）を認めず同委員会に付託することとされたため、当該要求書は提出がなかったことにされた。これを受け同委員会で審査がなされたが、未了のまま会期終了となった。なお、これに関連して同月16日の本会議で同提出者が「衆議院の解散に関する緊急質問」を行い、内閣総理大臣吉田茂が答弁している。
- ※1及び※2の決議案は、時の議院構成・政情等への不満をもとに自主解散又は内閣による解散を求めた即時的なものではなく、国会の決議による自主解散の普遍的な制度を確立することを求めたものである。

### 地方議会の自主解散制度
地方議会の場合は、地方公共団体の議会の解散に関する特例法に基づき、議会による解散決議に法的根拠が存在する。